# 虚拟现实
虛擬實境（英語：Virtual reality，縮寫VR），簡稱虛擬環境，是利用電腦模擬產生一個三維空間的虛擬世界，提供使用者關於視覺等感官的模擬體驗，通過姿勢追踪和3D顯示器，使使用者能夠感受沉浸式體驗。這種技術的應用範圍涵蓋娛樂（特別是电子游戏）、教育（例如醫學或軍事培訓）和商業領域（如虛擬會議）。虛擬現實的另外兩種顯著類型是擴增實境和混合现实，有時統稱為擴展現實或XR，儘管由於行業尚處初期，對其準確的定義目前仍在發生變化。
目前，標準的虛擬現實系統使用虛擬實境眼鏡或多投影環境生成逼真的圖像、聲音和其他感覺，模擬使用者在虛擬環境中的真實存在。使用虛擬現實設備的人能夠四處觀察、移動，並與其他的虛擬功能或物品進行互動。通常情況下，這種效果是通過頭戴式顯示器創建的，該頭盔包含一個戴在使用者眼前的螢幕，但也可以通過擁有多個大螢幕的特殊設計房間實現。虛擬現實通常包括聽覺反饋和視覺反饋，同時也可以通過振动反馈提供其他感覺和力的反饋。

## 概念來源

《世界之表象（World Skin）》（1997）莫里斯·贝纳永的虛擬實境作品

「虛擬」一詞自15世紀中葉以來一直具有「在實質或效果上是某物，儘管實際上或事實上並非如此」的含義。自1959年以來，「虛擬」這個詞在電腦上的含義是「不存在於現實，但被软件呈現」的概念。
「虛擬實境」術語的最早起源可以追溯到1938年，法國前衛劇作家安托南·阿尔托在一本名為《戏剧及其重影》的散文集中，將戲劇中人物和物體的虛幻性描述為“虛擬實境（la réalité virtuelle）。該書的英文翻譯於1958年出版，名為《劇場及其重影》（The Theater and its Double），是針對「虛擬實境」一詞的最早發表。「人造現實」這一術語則由迈伦·克鲁格創造，並從20世紀70年代使用至今。

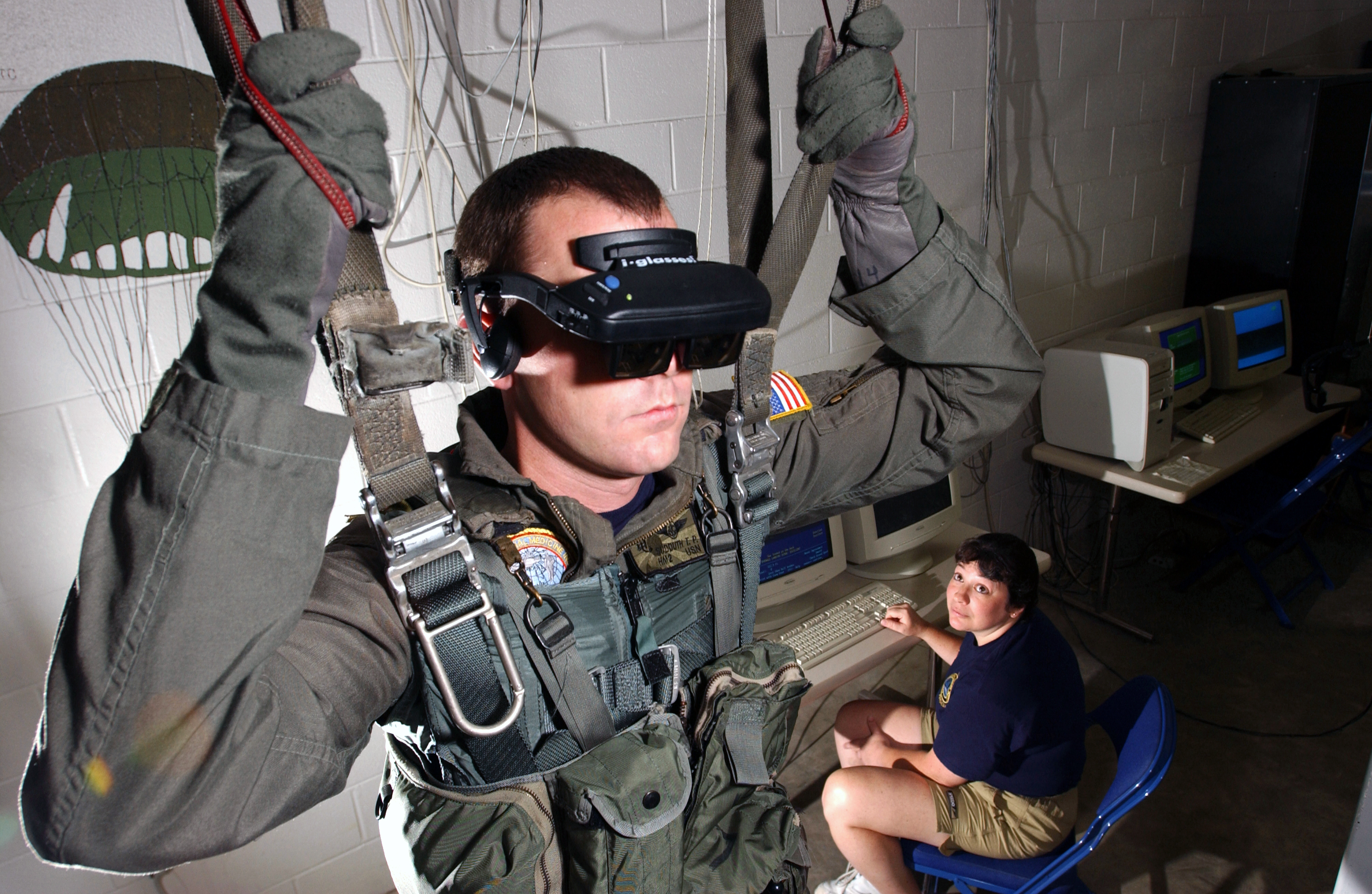
虛擬實境跳傘訓練

1982年，「虛擬現實」的術語在Damien Broderick的科幻小說《裏斯曼達拉》（The Judas Mandala）中以首次作為科幻背景設定使用，但其中使用的範圍與上述定義有些不同。由牛津词典列举的最早使用是在1987年的一篇题为“Virtual Reality”的文章，但說明的並非是如今意義上的虛擬實境技術。
當代用法的「虛擬實境」則是由杰伦·拉尼尔和他的公司VPL Research創造并推廣。VPL Research持有許多80年代中期的VR技術專利，他們開發了第一個被廣泛使用的頭戴式可视设备（Head Mount Display，HMD）EyePhone和觸覺輸出設備数据手套虚拟现实的概念是由电影比如《頭腦風暴（Brainstorm）》、《割草者》才逐漸向大眾普及的。20世纪90年代的VR研究热潮是伴随着霍华德·莱恩格尔德的非小说类书籍《虛擬實境》（1991）。這本書將這個名詞去神秘化，使得更易於初級技術者和愛好者理解。

## 形式與方法
虛擬實境（VR）的主要實現方法涉及創造一個基於類比的虚拟世界。以駕駛模擬器為例，這種系統通過預測駕駛員的輸入和模擬車輛的運動，提供相應的視覺、運動和聽覺回饋，使駕駛員感受到實際駕駛的真實感。其中，一般的虛擬實境設備至少包含一個螢幕、一組感測器及一組計算元件，這些東西被組裝在這個設備中．螢幕用來顯示仿真的影像，投射在使用者的視網膜上、感測器則用來感知使用者的旋轉角度、計算元件則收集感測器的資料，決定螢幕顯示的畫面為何，額外的設備可能包括一台高階電腦，用以補充計算元件的不足，也是把手及定位器，用以偵測使用者的位置。
使用基於头像圖像的虛擬實境，人們可以以實時影像和頭像的形式參與虛擬環境。使用者可以使用標準頭像或實時影像，在由三维计算机图形創造的虛擬環境中與其他人互動，參與的方式取決於系統的能力。在基於投影的虛擬實境中，針對現實環境的建模對各種虛擬實境應用也相當重要，包括機器人導航、建築建模和飛機類比。基於圖像的虛擬實境系統在计算机图形和计算机视觉領域中越來越受歡迎。在生成逼真模型時，需要準確註冊獲得的3D數據，通常使用攝影機對距離較近的小物體進行建模。
基於桌面的虛擬實境是指在常規计算机显示器上顯示3D虛擬世界，而無需使用任何專業的虛擬實境定位追蹤裝置。這種技術廣泛應用於第一人称视角游戏，使用各種觸發器、響應性NPC角色和其他互動裝置，使使用者感受自己置身於虛擬世界中。然而，這種沉浸形式普遍受到批評，因為它缺乏周邊視覺感，限制了使用者對周圍環境的理解能力。
相比之下，頭戴式顯示器（HMD）能夠更充分地讓使用者沉浸在虛擬世界中。虛擬實境眼鏡通常包括兩個小型的高解析度OLED或LCD顯示器，為每隻3D眼鏡提供單獨的影像以實現立體圖形渲染形成3D虛擬世界。這些HMD還配備聲3D音效系統，以及提供六自由度運動的位置和旋轉實時动作捕捉。一些HMD還提供帶有觸覺回饋的運動控制，使使用者能夠以直觀的方式在虛擬世界中進行物理互動，幾乎沒有抽象的概念，甚至還有全方位跑步機提供更多身體運動的自由度，使使用者能夠在任何方向上自由運動。
在其他分類中，擴增實境（AR）是一種將使用者在真實環境中看到的景象與由計算機軟體生成的數位內容融合的虛擬實境技術。AR系統透過頭戴式顯示器、智慧型眼鏡或行動裝置的攝像機實時影像將虛擬資訊層疊在真實環境中，使使用者能夠檢視增強的三維影像。模擬現實是一種假設的擴增實境，該理論將能夠使用戶產生現實一樣真正身臨其境，能夠實現先進的逼真體驗，甚至達到虛擬上的「永恆」。

## 歷史

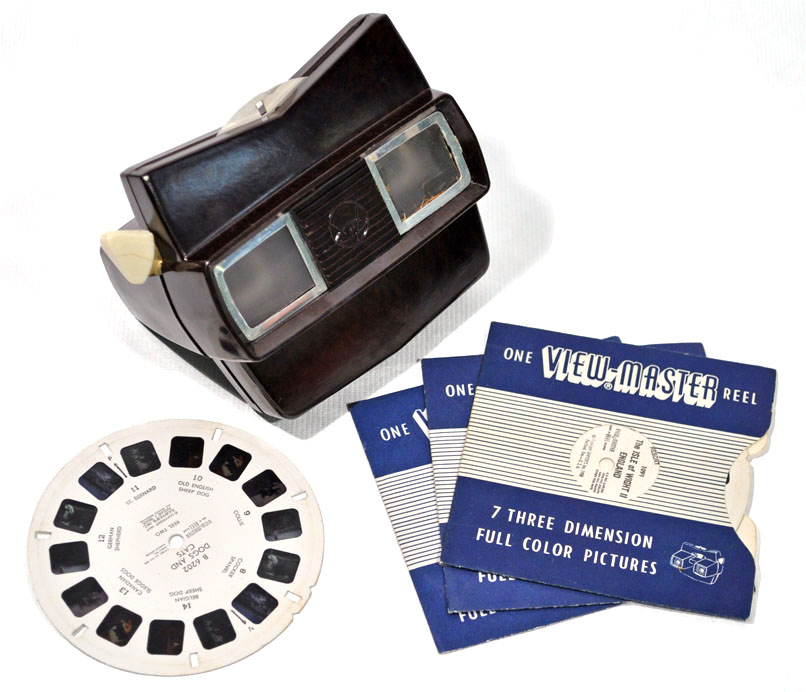
View-Master3D觀影器

在文藝復興時期，對於歐洲藝術中透視法的發展和查爾斯·惠斯通爵士發明的实体镜被視為虛擬實境的先驅。1935年，美國小說家格勞曼·斯坦利·溫鮑姆的科幻小說《皮格马利翁的眼镜》（Pygmalion's Spectacles），被认为探讨虚拟现实系統的第一部科幻作品，简短的故事中詳細地描述了包括嗅觉、觸觉和全息护目镜为基础的虚拟现实系统。

### 1950年至1970年
1950年代，莫頓·海利希提出了一種「體驗劇場」的概念，旨在以全方位的方式包含所有感官，讓觀眾完全融入螢幕上的活動。他於1962年建造了他構想的原型，被稱為「Sensorama」的機械裝置，同時製作了五部跨足多種感官，包括視覺、聽覺、嗅覺和觸覺的短片作為展示。此外，海利希還發明了他所稱的「遙視頭盔」（1960年申請專利），該頭盔被描述為「用於個人使用的望遠鏡電視裝置...觀眾可以完全感受到現實感，即彩色的移動三維圖像，擁有100％的周邊視野，雙耳立體聲聲音，氣味和微風。」
1968年，伊凡·蘇澤蘭在他的學生羅伯特·F·斯普羅的協助下，創造了被廣泛認為是用於沉浸式模擬應用的第一個頭戴式顯示器系統，名為《達摩克利斯之劍》。該系統在用户界面和視覺寫實性方面相對原始，而用戶佩戴的頭戴式顯示器非常沉重，必須懸掛在天花板上，技術上來說，這個裝置可被視為一種擴增實境設備，因為它具有光學通過功能。該裝置所呈現的虛擬環境是一個由簡單的线框模型構成的房間。

### 1970年至1990年
1970年至1990年期間，虛擬實境主要提供用於醫學、飛行模擬、汽車工業設計和軍事培訓等用途的設備。

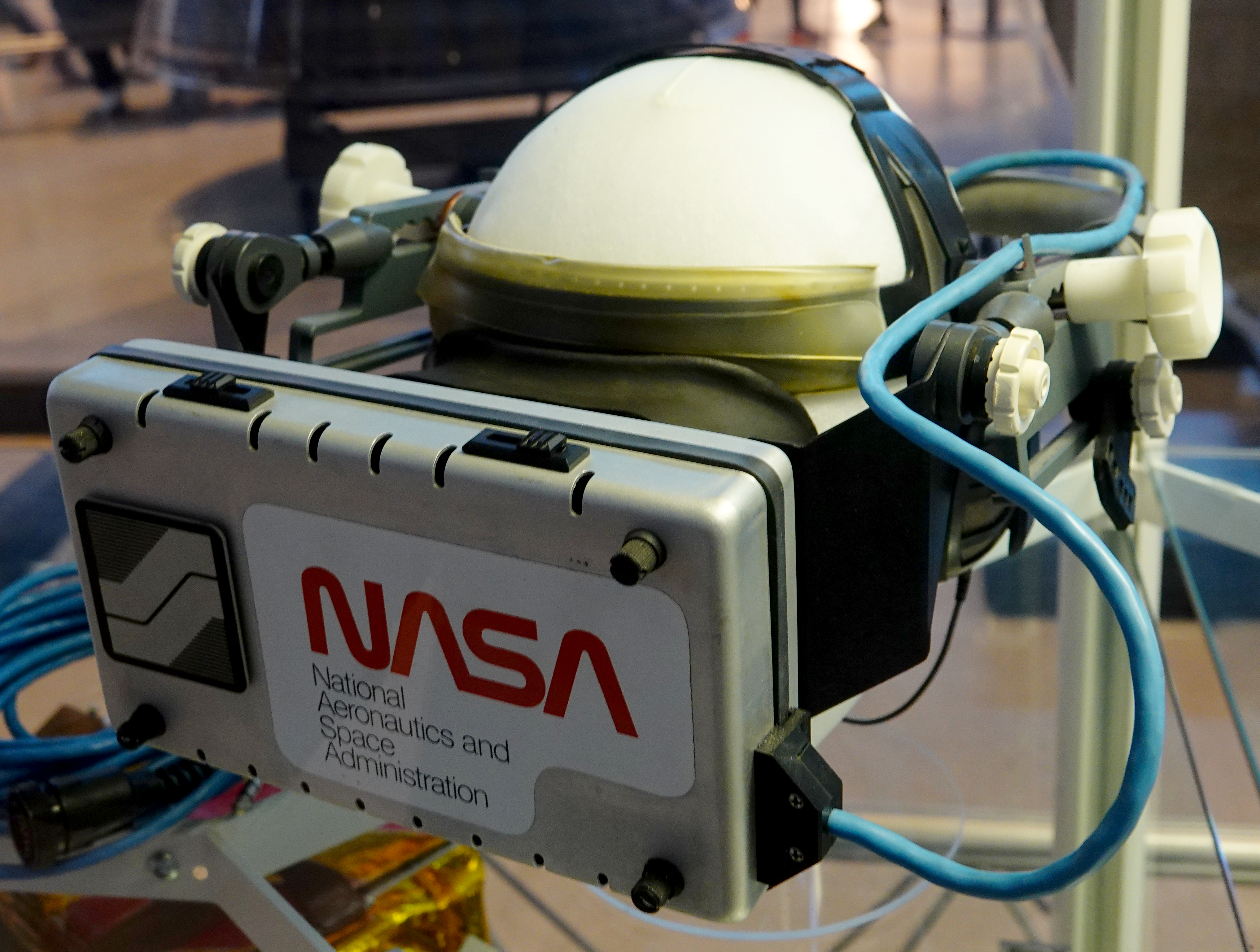
艾姆斯研究中心於1985年所設計的LEEP虛擬實境眼鏡。

在1977年至1984年間，大衛·艾姆成為NASA喷气推进实验室首位製作可導航虛擬世界的藝術家。他創建的阿斯彭電影地圖是一個粗糙的虛擬旅遊系統，允許用戶在三種街頭模式（夏季、冬季和三維）中徜徉科羅拉多州阿斯彭的街道，他於1978年在麻省理工学院創建。1979年，艾瑞克·豪列特開發了大範圍、額外透視（LEEP）光學系統。這一系統創造一個具有足夠寬視野的立體影像，以實現令人信服的空間感。用戶對系統提供的深度（視野）感覺以及相應的逼真感印象深刻。原始的LEEP系統於1985年為NASA的艾姆斯研究中心重新設計，用於由斯科特·費雪開發的首個虛擬現實裝置VIEW（虛擬互動環境工作站）在此後，LEEP系統為大多數現代虛擬實境眼鏡提供了基礎。
到了1980年代末，「虛擬實境」這一術語由該領域的現代先驅之一杰倫·拉尼爾普及。拉尼爾於1984年創辦了VPL Research公司，該公司開發了多種虛擬現實設備，如有線手套、EyePhone、Reality Built For Two（RB2）和AudioSphere。VPL將有線手套技術授權給美泰兒，用於製造威力手套，成為當時最為經濟實惠的虛擬實境設備使用。1982年，雅达利有限公司成立了一個虛擬實境研究實驗室，然而受到1983年美国游戏业大萧条的影響導致公司在兩年後關閉。旗下員工如拉尼爾、托馬斯·G·齊默爾曼（Thomas G. Zimmerman）、斯科特·費雪，邁克爾·奈瑪克和布蘭達·勞雷爾仍繼續從事與虛擬實境相關技術的研究和開發。
1988年，Autodesk的網路空間專案成為首個在低成本個人電腦上實現虛擬實境的項目。項目負責人埃里克·古利克森（Eric Gullichsen）於1990年離開公司創立Sense8 Corporation，開發了WorldToolKit虛擬實境軟體開發套件，該軟體開發套件在電腦上提供了第一個實時材质贴图映射，並在整個產業和領域已廣泛應用。
在此期間，=虚拟现实並不廣為人知，然而隨著媒體的報導在80年代末逐漸增加。並針對其概念提出多種討論，如將其視為賽博朋克社會變革的潛在手段，毒品文化則稱讚虛擬現實不僅是一種新的藝術形式，更是一個全新的領域。隨著=虚拟现实開始吸引媒體的報導，人們開始意識到虛擬現實潛力。有些媒體甚至將虛擬現實與萊特兄弟發明飛機相比。

### 1990年至2000年
1990年代是消費者頭戴式設備首次大規模商業發售的時期。1992年，《電腦遊戲世界》預測到「到1994年，VR 將成為人們買得起的產品」。
1991年，世嘉宣布推出用於Mega Drive家用遊戲機的Sega VR頭戴式設備。該設備使用頭盔上的LCD屏幕、立體聲耳機和慣性感應器，使系統能夠追蹤並對用戶頭部的動作做出反應。同年，Virtuality Group公司推出了虚拟现实娛樂系統，成為第一個大規模生產、網絡化、多人參與的虚拟现实娛樂系統。該系統在全球多個地方推出，包括在内河码头中心設置的電子遊樂場。每個娛樂系統系統的成本高達73,000美元，配備頭戴式設備和手套，提供了最早的「沉浸式」虛擬現實體驗

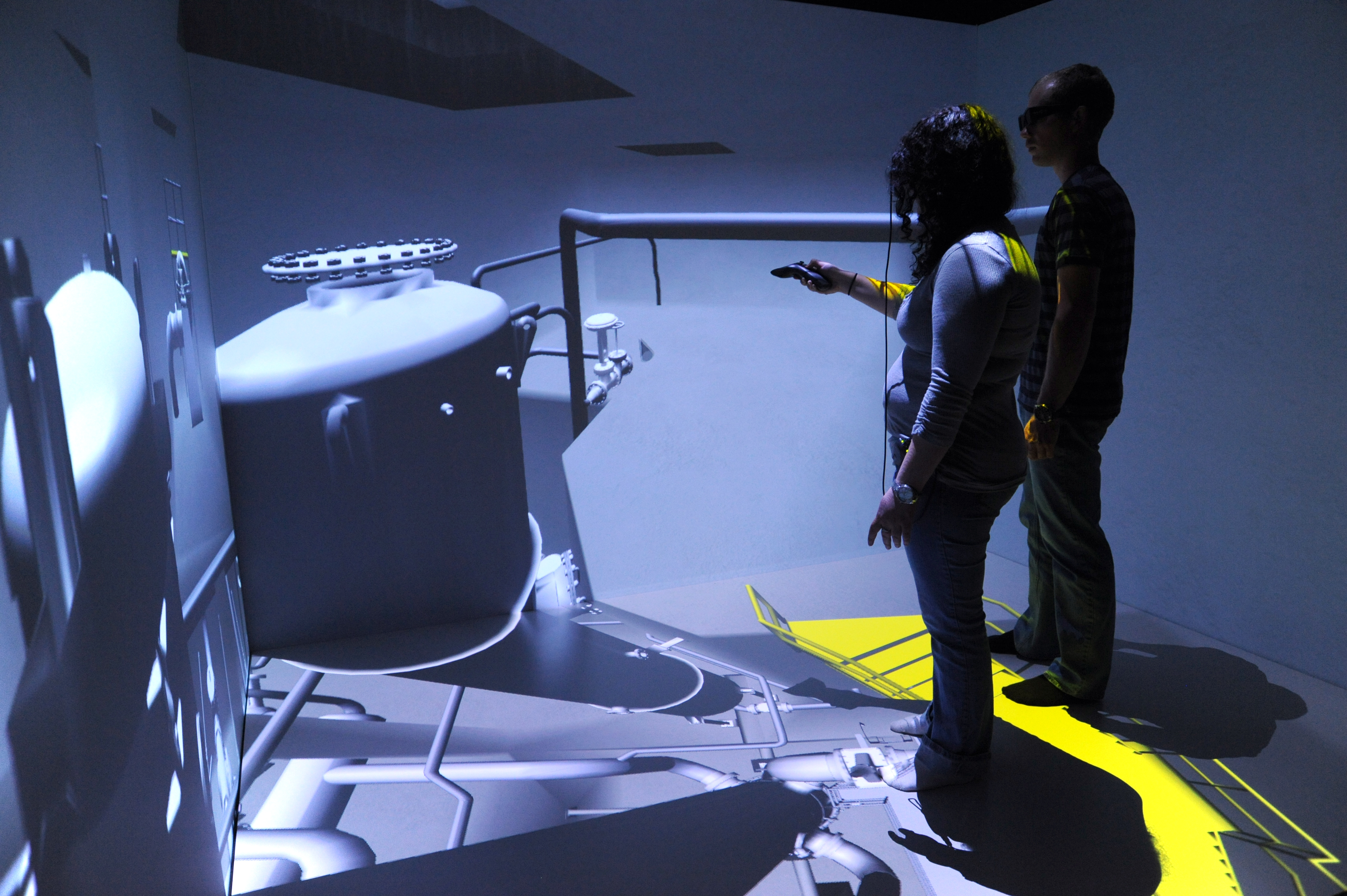
2010年，IDL高級能源研究中心的CAVE系統

同年，來自電子視覺化實驗室的卡羅萊納·克魯茲-內拉、丹尼爾·J·桑丁和托馬斯·A·德凡蒂創建了第一個立方體沉浸式房間，即CAVE自動虛擬環境。該系統則根據克魯茲-內拉的博士論文所開發，皆產生一個多投影環境，允許人們看到他們的身體以及與房間中其他物體的關係。MIT畢業生兼NASA科學家安東尼奧·梅迪納則設計了一個虛擬現實系統，可以實時「操控」地球上的火星探測器，盡管存在相當大的延遲。
1992年，妮可·斯坦格創建了《天使》(Angels)，這是第一部實時互動的沉浸式電影，互動是通過數據手套和高分辨率眼鏡實現的。同年，路易斯·羅森堡在美國空軍阿姆斯特朗實驗室創建了虛擬夾具系統，使用全身外骨骼，實現了物理上逼真的3D混合現實。該系統使物理真實的3D虛擬物體與用戶對現實世界的直接視圖相結合，實現了第一次真正的擴增現實體驗，包括視覺、聽覺和觸覺。

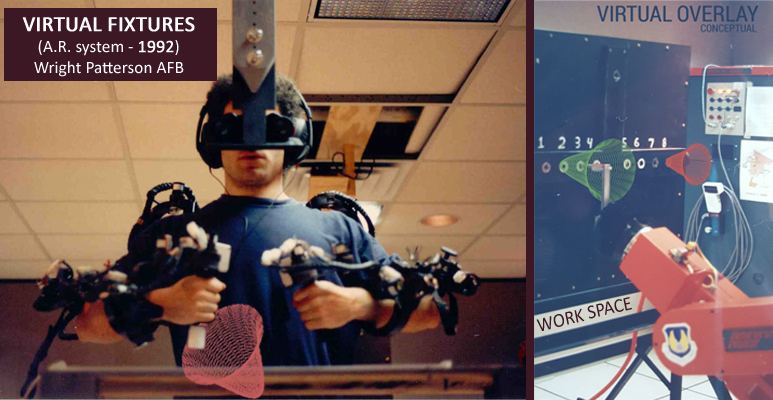
1992年開發的Virtual Fixtures沉浸式AR系統。

到1994年7月，世嘉已經在歡樂城室內主題公園推出了VR-1動態模擬器遊樂設施，以及電腦戦記街机游戏。兩者均使用了一種先進的頭戴式顯示器，被稱為與Virtuality合作開發的「Mega Visor Display」；;它能夠在360度立體3D環境中追蹤頭部運動，由Sega Model 1街機系統板供電。蘋果則推出了QuickTime VR，雖然使用了「VR」一詞，但無法表示虛擬實境，而是顯示360度互動全景。用戶可以觀看、製作可拖拽的全景照片，並通過在不同角度拍攝的圖像來觀察物體。
1995年，任天堂的Virtual Boy遊戲機發布。西雅圖的一個小組創建了名為「虛擬環境劇場」的「CAVE-like」270度沉浸式投影室的公共演示，由企業家切特·達吉特（Chet Dagit）和鮑伯‧雅各森製作。Forté於同年推出了VFX1 Headgear，這是一款由電腦供電的虛擬實境頭戴式顯示器。
1999年，企業家菲利普·羅斯代爾成立了Linden實驗室，最初專注於VR硬件的開發。在早期形式中，該公司努力生產“The Rig”的商業版本，該版本以原型形式呈現為一個笨重的鋼製裝置，上面安裝有多台電腦顯示器，用戶可以放在肩膀上。該概念後來被改編為基於個人計算機的3D虛擬世界程序《第二人生》。

### 21世紀

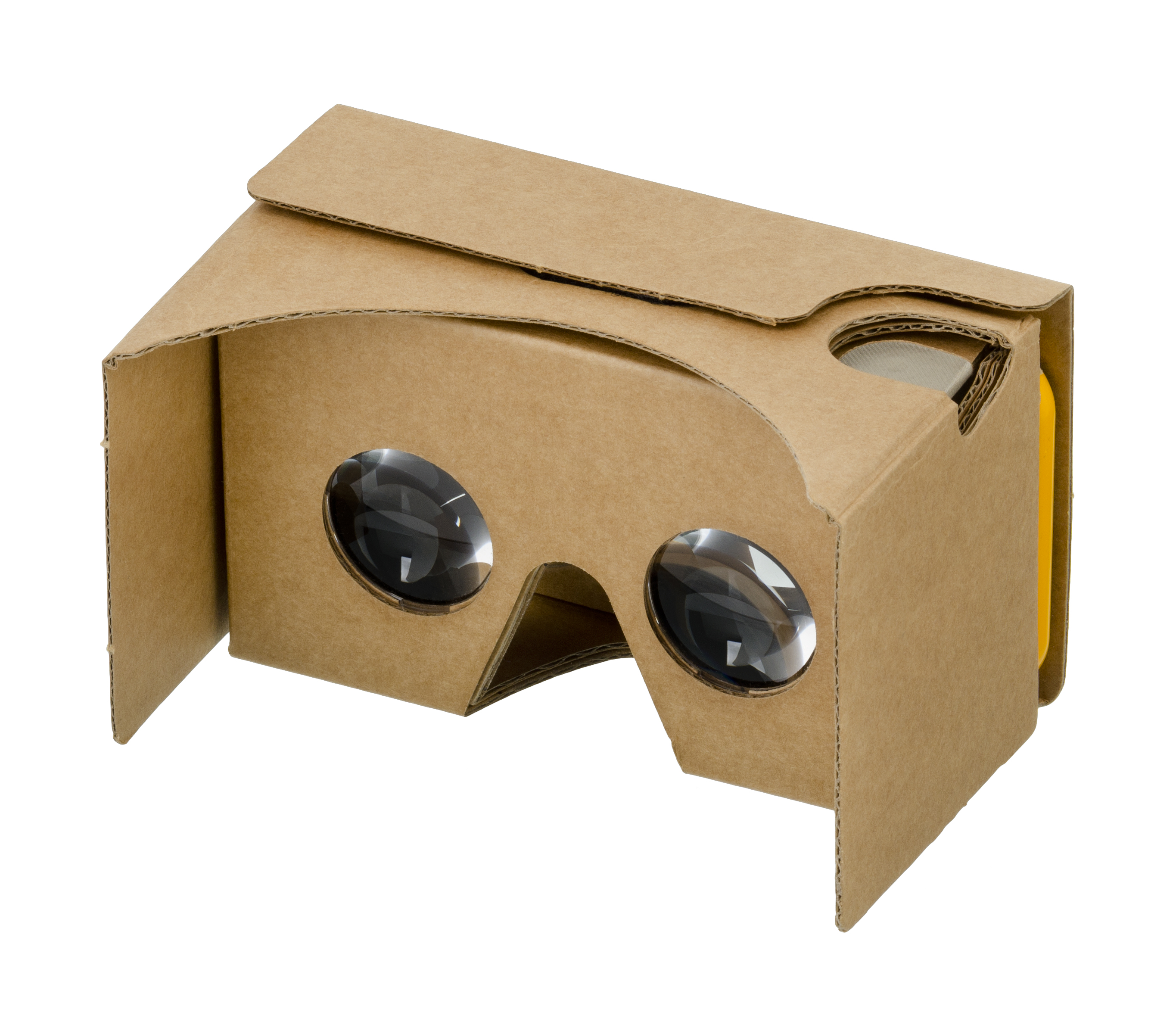
Google Cardboard

2000年代是相對於商業化的虛擬現實技術而言，公眾和投資都比較冷漠的時期。2001年，SAS3或SAS Cube成為第一個桌上型電腦立體空間，由Z-A生產，2001年4月在法國拉瓦爾完成。2007年，谷歌推出Google街景服务，顯示越來越多的世界各地全景視圖，如道路、室內建築和農村地區。一個立體3D模式在2010年推出。

### 2010年-至今

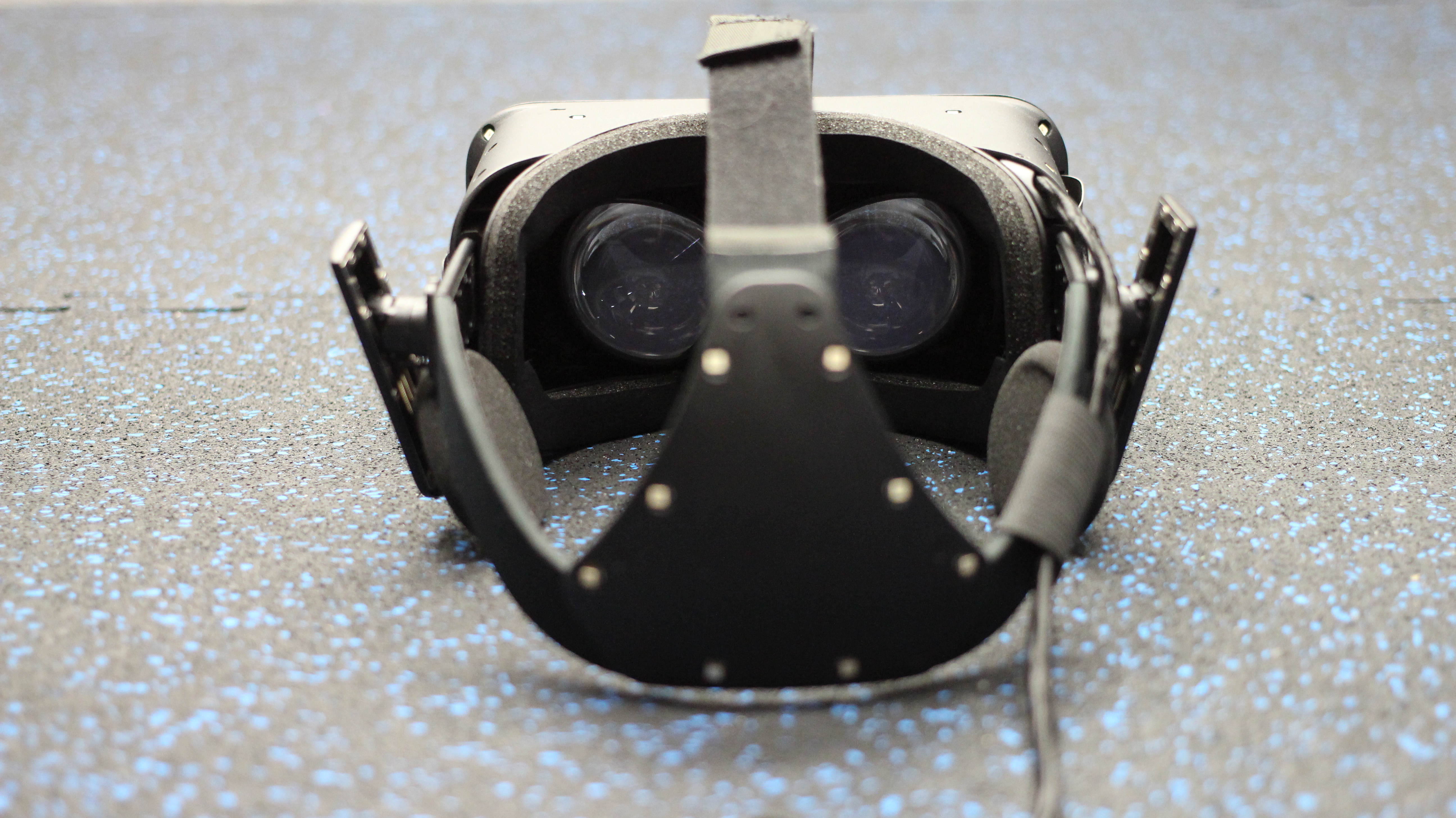
Oculus Rift原型耳機的內部視圖。

2010年，帕爾默·拉奇創辦歐酷拉，設計虛擬實境頭戴式顯示器Oculus Rift。2013年，任天堂申請專利，提出使用虛擬現實技術概念使2D電視擁有更逼真的3D效果。2015年7月，OnePlus成為第一家利用虛擬現實推出產品的公司。他們用虛擬現實的平台推出OnePlus 2，在谷歌應用程序Play商店，YouTube上發布。2016年4月27日，Mojang宣布Minecraft可以在三星Gear VR上使用。

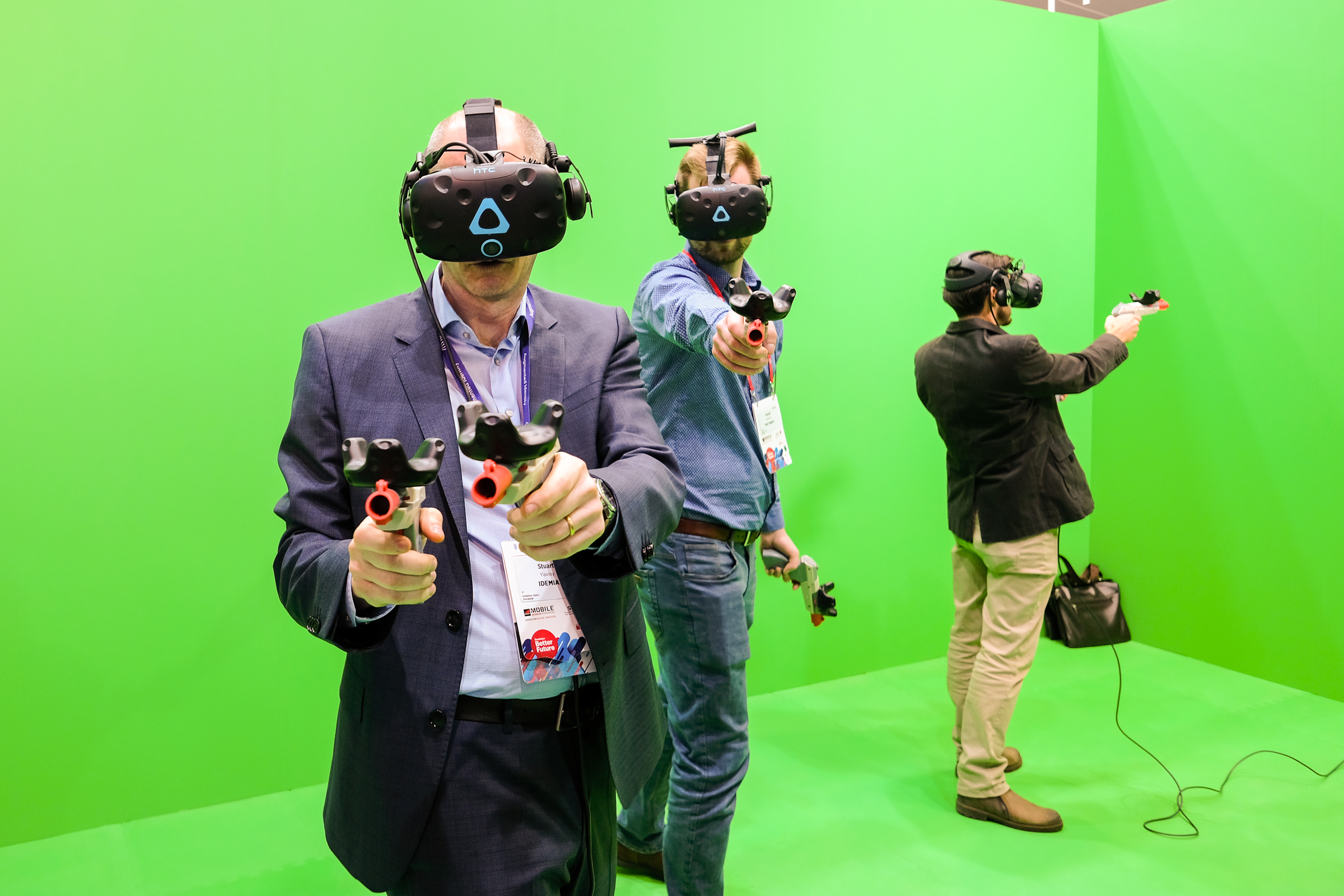
2018年世界行動通訊大會上配戴的HTC Vive耳機。

2013年，Valve發現了低餘暉技術的突破，使得VR內容的無延遲和無拖曳顯示成為可能。這一突破被Oculus採用並使用於他們未來的所有耳機中。2014 年初，Valve展示SteamSight原型，該耳機具有獨立的1K顯示器、低餘暉技術、大面積位置追蹤以及菲涅耳透鏡。2016年，HTC和Valve推出了個人電腦VR眼鏡產品HTC Vive和控制器，包括Lighthouse追蹤技術，使用壁掛式「基地台」進行位置追蹤。

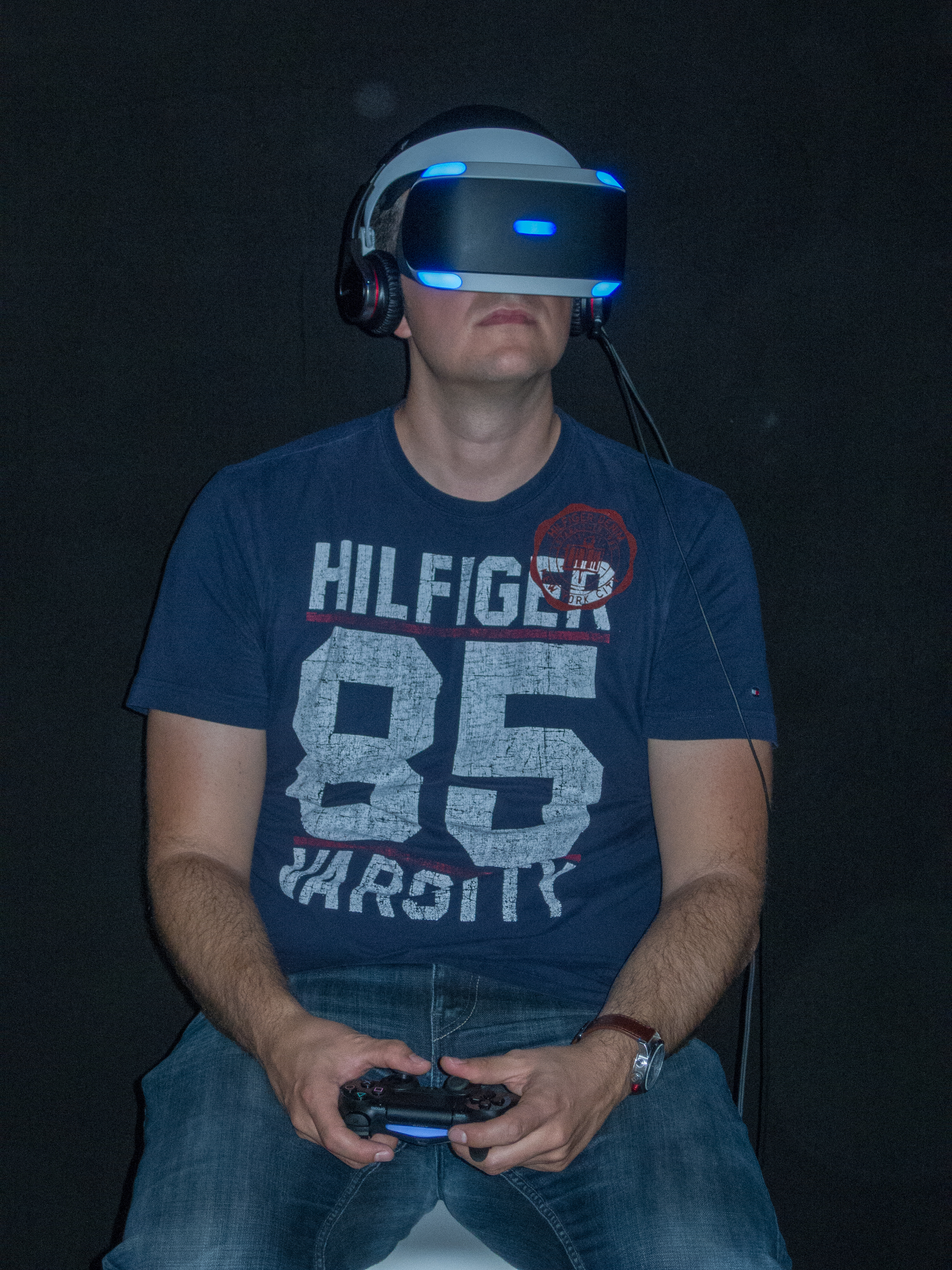
2015年科隆遊戲展上配戴的PlayStation VR。

2014年，索尼宣布推出Project Morpheus（後來命名為PlayStation VR），是一款適用於PlayStation 4的虛擬實境頭戴裝置[50]。同年，Google發布了Cardboard，一種DIY立體檢視器，用戶將智能手機放在紙板支架中戴在頭上。麥可·奈馬克成為 Google新VR部門的首位「駐店藝術家」。2015年，一款提供運動追蹤和觸覺回饋功能的手套Gloveone成功籌集了超過15萬美元的Kickstarter資金。同年，雷蛇公司推出了開源虛擬實境專案。
截止至2016年，至少有230家公司在開發VR相關產品，包括亞馬遜、蘋果、Facebook、Google、微軟、索尼和三星都有專門的AR和VR團隊。動態雙耳音訊在當年發布的大多數耳機中都很常見，但觸覺介面尚未得到很好的發展，大多數硬體包都包含按鈕操作的手機以實現基於觸控的互動。從視覺上看，顯示器的解析度和幀速率仍然足夠低，影像仍然可以被識別為虛擬的。2016年7月，指挥家VRconductorVR发布全球首个大空间多人交互VR行业应用。
2016年，HTC發售了第一批HTC Vive SteamVR耳機，標誌著基於感測器追蹤的第一個主要商業版本，允許使用者在定義的空間內自由移動。根據索尼在2017年提交的一項專利顯示，他們正在開發一種與PlayStation VR的Vive類似的位置追蹤技術，具有無線耳機的潛力。
2018年1月，上海一個團隊首先突破技術難點，於CES大會上推出了商用化的個人8K解析度電腦VR眼鏡，兩眼各4K，有效消除了近距觀看顯示器時人眼的紗窗效應。2019年，Oculus發布了Oculus Rift S和獨立耳機Oculus Quest，這些耳機與前幾代耳機中的外部由外向內跟踪不同，而是使用由內向外跟踪。同年，Valve發布了Valve Index，該耳機擁有130°視野、離耳式耳機、可單獨追蹤手指的控制器等功能。

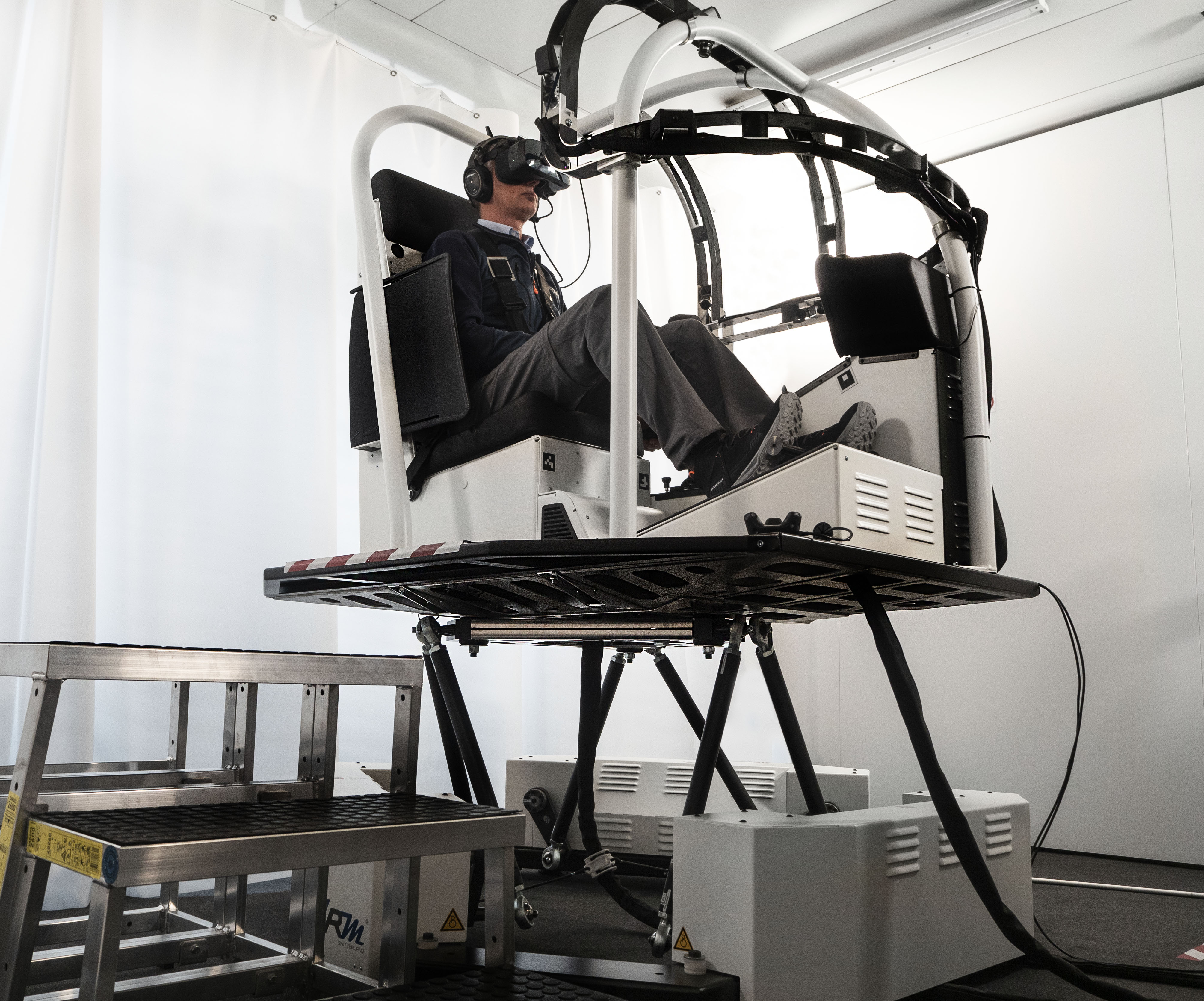
瑞士VRM公司開發的Robinson R22虛擬實境訓練裝置。

2020年，Oculus發布了Oculus Quest 2，該耳機具有更清晰的螢幕、更低的價格和更高的性能。Facebook（後來更名為Meta）最初要求用戶使用Facebook帳號登入才能使用新耳機。2021年，Oculus Quest 2佔所有VR耳機銷量的80%。2021年，欧盟航空安全局批准了第一個基於虛擬實境的飛行模擬訓練設備，提高了旋翼機飛行員訓練的安全性。
2023年，索尼發布了PlayStation VR2，該耳機配備由內而外的追蹤、更高解析度的顯示器、具有自適應觸發器和觸覺回饋的控制器以及更寬的視野。同年6月，蘋果發表了Apple Vision Pro，這是他們首次涉足VR耳機市場的產品，混合使用AR和VR來產生視覺效果，並且是少數純粹使用手部追蹤而不使用其他控制器的主流耳機之一，支持即時翻譯等技術。

## 沉浸式體驗

### 沉浸理論
沉浸理論（Flow theory）在1975年由米哈里·契克森米哈伊在其著作《超越無聊和焦慮》（Beyond Boredom and Anxiety）中所提出，其書中解釋為何當人們在進行某些日常活動時會完全投入情境中，並過濾掉所有不相關的感知與其它可能與外界產生的交互行為，此時參與者的感覺系統以一種與在真實環境中相同的方式來處理來自虛擬世界的視覺、聽覺、觸覺、嗅覺及味覺等感知行為。
有研究指出人們常會運用五感來做為非語言的訊息交流方式處理外界資訊，而五感中的視覺約占83%、聽覺約占11%、其他觸覺、嗅覺及味覺則會小於6%，因此也造就許多虛擬遊戲系統的硬體設備皆以視覺刺激，來觸發參與者的沉浸感為主。

### 顯示器分辨率
最小分辨率角(Minimal Angle of Resolution)，表示螢幕上兩個像素之間的最小距離，在該距離以下觀察者可清楚檢視這兩個獨立的像素點，同時此兩像素點的最小可分辨距離也同時會與觀察者的觀賞距離有關，通常 MAR 以弧秒為單位測量。對於一般民眾而言，分辨率約為 30-65 秒的弧度，加上距離，就是常講的空間解析度。如果用實際數字做粗略計算，觀察者分別在距離1m和距離2m的地方觀賞為範例，在1m的觀賞距離，當兩點間距小於0.29mm，一般人眼即無法清楚分辨出兩個像素，而在2m的地方，點間距則要分開至0.58mm以下才會達到一樣的效果。

### 影像延遲時間與螢幕刷新率
大多數小尺寸的 LCD 螢幕所使用的60Hz 刷新率大約會引入約15 ms的額外延遲。如將刷新率提升至 120Hz 甚至 240Hz以上，顯示器的延遲時間將降至 7ms 以下，因此能大副提升參與者的沉浸感，但在提高刷新率的同時，圖形處理器（graphics processing unit, GPU）也要有能力可以處理高幀數 (frames per second, fps)的畫面。

### 螢幕與人眼視野的對應關係
除了夠細緻的畫面外，另一個需要考慮的要素是人眼的「視野」，人類單眼可以接收的視野在水平視角部分約是120度，上下垂直則約為135度。如果同時考量到左眼和右眼的視野交集的部分，會有120度左右的範圍是立體視覺（Stereopsis），因此整體來說，在雙眼同時運作的情況下，人眼看出去的視野約有200度 x 135 度的範圍，但由於大部分是周邊視野（Peripheral vision），而周邊視野的落差會因人而異，採用平均值160度的水平視野會是比較保守的估算。因此在人眼不移動同時不轉動的情況下，一般參與者的視野範圍至少會有160度x 135 度的立體空間，而此視野剛好為360度全方位視野的1/6。
因此如果將螢幕的可視面積與1/6的全方位視野之間的比值來將抽象的沉浸感具體數值化，如底下視覺沉浸係數公式(Immersive Index)。
理論上，
{\displaystyle {\frac {\mbox{顯 示 器 面 積}}{{\frac {1}{6}}\times 4\pi {\mathsf {R}}^{2}}}={\mbox{視 覺 沉 浸 係 數 }}}

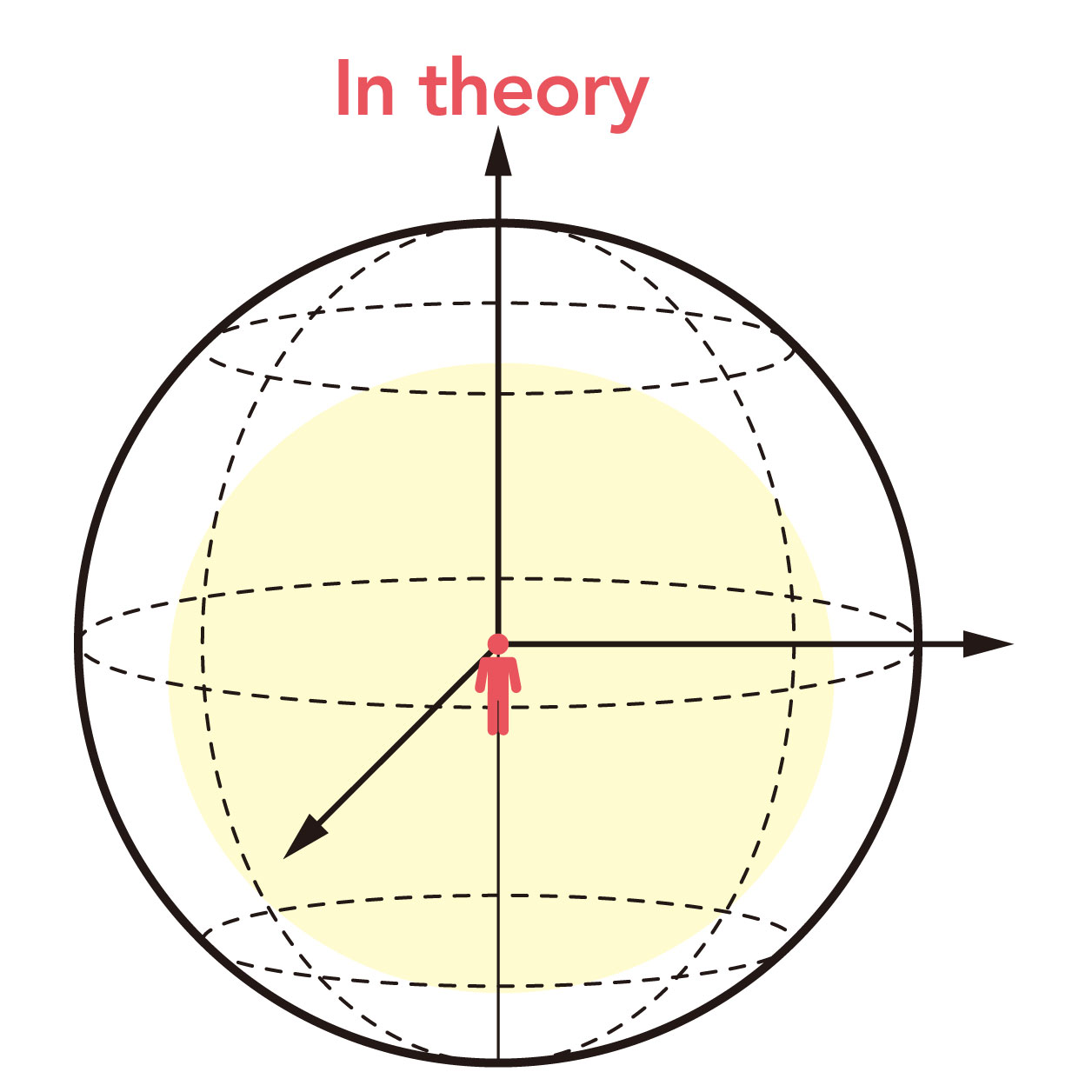
理論上，觀看人的視野(黃色範圍)

{\displaystyle {\mathsf {R}}} {\displaystyle =} 觀賞者到顯示器(display)的距離

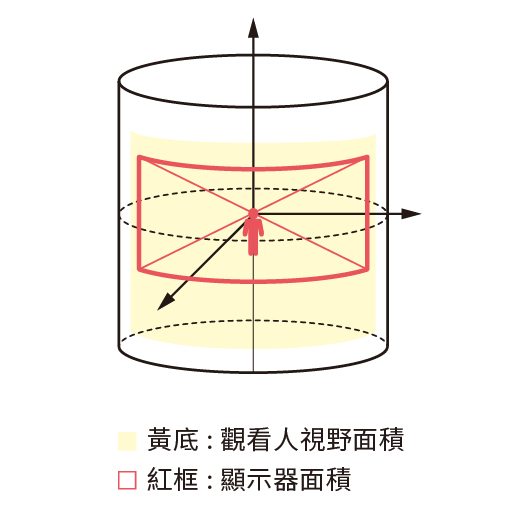
實際上，考量曲面顯示器無法製做為球型，改以圓柱體顯示，觀看人的視野範圍

實際上，
{\displaystyle {\frac {\mbox{顯 示 器 面 積}}{{\frac {1}{6}}\times {\bigl (}2\pi {\mathsf {R}}{\bigr )}^{2}}}={\mbox{視 覺 沉 浸 係 數 }}}
{\displaystyle {\mathsf {R}}} {\displaystyle =} 觀賞者到顯示器(display)的距離    

## 疑慮

### 人體健康
虛擬實境被認為帶來了一系列與人體健康和安全考慮相關因素。包括長時間使用可能引發多種不良症狀，這些症狀可能會減緩該技術的擴散。大多數虛擬實境系統都會附帶消費者警告，其中包括癲癇發作、兒童發育問題、絆倒和跌倒、碰撞警告、不適感、重複性壓力損傷，以及對醫療設備的干擾。某些使用者甚至在使用VR耳機時經歷抽搐、癲癇發作或昏厥，即使他們以前沒有相關症狀。此類症狀的發生率大約為每4,000人中的1人，即0.025%。短期內可能出現的不適感包括暈動病、眼睛疲勞、頭痛和不適。兒童由於VR耳機的重量可能更容易感到不適，因此通常則建議兒童避免使用VR耳機。此外，使用者在配戴套裝後再環境的物理互動中可能會出現其他問題。包括就會失去對現實世界環境的意識，並可能因絆倒或與現實世界的物體碰撞而受傷。。
與所有螢幕技術一樣，長時間使用VR耳機可能導致眼睛疲勞，因為在觀看螢幕時，人們通常會減少眨眼的頻率，使眼睛更容易感到乾燥。儘管一直有擔心虛擬實境耳機可能導致近視，但實際上，如果所顯示的影像焦距足夠遠，它們不一定會導致近視。
虛擬實境病（又稱晕动病）是一種特殊的症狀，當一個人在虛擬環境中感受到與暈動病相似的症狀時，就會被歸類為這種狀態。女性相對於男性更容易受到VR耳機引起的影響，約為77%和33%。最常見的症狀包括全身不適、頭痛、胃部不適、噁心、嘔吐、臉色蒼白、出汗、疲勞、嗜睡、迷失方向和冷漠。其中，Virtual Boy因其帶來的不良的身體影響而受到批評，包括「頭暈、噁心和頭痛」。這些症狀源於觀看到的內容與身體其他部分感知到的內容之間的不一致，造成視覺輻輳調節衝突（VAC）。大約25-40%的人在使用虚拟现实時會出現某種程度的不適感，因此多數公司至今積極尋找減少不適感的方法。
近期的報導指出，虛擬實境使用可能與身體傷害有關，包括腿部、手部、手臂和肩部受傷。此外，VR使用也與頸部受傷和甚至死亡事件有關
。

### 兒童和青少年的影響
對虚拟现实產生認識的兒童比例在歷年逐漸提升，在美國的兒童調查中對VR一無所知的比例從2016年秋季（40％）降至2017年春季（19％），這一數字減少了一半。
根據Piper Sandler 2022年的研究報告，僅有26％的美國青少年擁有VR設備，其中5％每天使用，而48％的青少年擁有者「很少」使用。未擁有虛擬實境設備的青少年中，9％計劃購買一個，而50％的受訪青少年對元宇宙表示不確定或沒有興趣，並且沒有計劃購買VR設備。
研究表明，與成年人相比，年幼的兒童對虛擬實境可能有不同的認知和行為反應。虛擬實境將使用者直接帶入媒體內容中，對於兒童而言，這可能使他們的體驗更生動和真實。例如，6-18歲的兒童報告了與19-65歲的成年人相比對虛擬環境的存在感和「真實感」更高的水平。考慮到VR中存在的色情和暴力內容，對VR消費者行為以及其對兒童的影響進行深入研究是十分必要的。早期關於電子遊戲中暴力的研究表明，暴露於媒體暴力可能會影響態度、行為，甚至是自我概念，尤其是在青少年中。早期對觀察和參與虛擬現實遊戲的研究顯示，與觀察者相比，參與者在虛擬現實遊戲中可能會有更高的生理激動和攻擊性思想，但並沒有增加敵意情感
兒童體驗VR可能還涉及同時將虛擬世界的概念牢記在心中，同時又體驗現實世界。過度使用具有極具感官特徵的沉浸式技術可能損害兒童保持現實世界規則的能力，尤其是當佩戴封閉位置的VR頭戴式顯示器時，該設備會遮擋現實世界中物體的位置。對10名初次體驗VR的兒童的觀察表明，8-12歲的兒童在熟悉的情境中更有信心探索VR內容，例如兒童喜歡在《工作模拟器》的廚房情境中玩耍，並樂於挑戰現實中不允許做的事情，比如放火。

### 隱私權
所有VR系統所需的持續追踪使得這項技術特別適用於大規模監視，同時也更容易受到威脅。VR的擴展將增加個人行為、動態和反應信息的搜集潛力，並降低相應的成本。眼动追踪器的數據，預計將成為虛擬現實頭戴顯示器的標配功能，可能間接揭示用戶的種族、個性特徵、恐懼、情感、興趣、技能，以及身體和心理健康狀況。

### 虛擬世界中性侵
在虛擬世界中性侵，是否屬性侵犯，這個問題引起社會中關注及爭議。在英國，有一位少女向報方報案，稱她在玩虛擬實境遊戲時，遊戲中的身份，遭多名陌生男玩家性侵。正式對這起事件進行調查，成為首宗虛擬性侵案件。警方認為，雖然元宇宙中性侵沒有涉及實體的性侵，甚至沒有身體接觸，但玩家受到的心理創傷，與真實世界被性侵受害者相同。同時負責調查的警員也認為，一個能在虛擬實境中性侵的人，在現實生活中一樣會做出類似可怕的事。不過，由於目前當地的法律要涉及身體接觸才能構成強姦罪，因此該少女無法就現行法律下提出訴訟。但事件引起社會討論，有警務人員和專家認為有需要為此進行立法，保護市民免受虛擬世界中被強姦或性侵。

### 書籍
- Choi, SangSu, Kiwook Jung, and Sang Do Noh. . Concurrent Engineering. 2015. 1063293X14568814.